# Fender Telecaster Deluxe
Model Fender Telecaster Deluxe je električna gitara punog tijela, koja se u svom izvornom obliku proizvodila od 1972. – 1981. godine. Od 2004. godine u reizdanju modela Telecastera iz '72 godine, dostupan je kao Deluxe model.

## Povijest
Velika popularnost heavy metal glazbe u kasnim '60-im godinama, ponukala je dizajnere tvrtke Fender da razmisle o svojoj, već pomalo ustaljenoj strategiji isključivo ugradnje jednostrukih elektromagneta u modele gitara. Jednostruki elektromagnet kao pogon za prihvat tona od vibracije žice ne percipira s dovoljno snage koja je potrebna za puniji, i prošireniji zvuk, koji u svojim gitarama preferiraju i ostvaruju heavy-rock gitaristi s ugrađenim dvostrukim elektromagnetima.
Stoga je Fender angažirao bivšeg zaposlenika tvrtke Gibson, izumitelja i dizajnera Setha Lovera, da im pomogne u dizajniranju dvostrukog modela elektromagneta koji bi se uspješno primijenio na Fenderove modele gitara. Rezultat te suradnje rodila je dvostruki Fender Wide Range model elektromagnet koji je korišten u širokoj lepezi modela gitara Deluxe, Custom, Thinline Telecaster, ali i pri dizajnu poluakustične Starcaster modela gitare. Novi model dizajna prvotno je zamišljen, a potom i primijenjen, na najjačoj Deluxe seriji Telecaster modela koja je predstavljena krajem 1972. godine.
Model Telecaster s "dvostrukim elektromagnetom" ipak nije uspio privući potencijalne kupce od poznate konkurencije poput modela Les Paul, i stoga je proizvodnja 1981. godine prekinuta.
Međutim, vjerojatno kao zakašnjeli odgovor na popularnost izvorne verzije iz '70-ih godina, Fender je ponovno 2004. godine pokrenuo proizvodnju Deluxe modela.

## Karakteristike
Model Deluxe jedinstven je po povećanoj glavi vrata među Telecaster modelima, koja je s 21. pragom na vratu više slična modelu Stratocaster proizvedenim u kasnim '60-im, i tijekom '70-ih godina.
Osnovna razlika između ova dva modela je ta što vrat Telecaster Deluxe gitare ima dizajniranu srednju veličinu hvataljke, dok model Stratocaster ima nešto uži model hvataljke. Podešavanje nagiba kuta vrata na modelu Telecaster, slično je kao i u drugim Fenderovim modelima, pomoću "Micro-Tilt" uređaja za podešavanje kuta.
Oblik tijela modela Telecasater sličan je modelima tog vremena, s jednom iznimkom da kontura krivulje reza tijela (engl. belly cut) stražnjeg dijela sliči na model Stratocaster.
Inače, Deluxe model osim nešto manje izraženije krivulje gornjeg dijela tijela u odnosu na ranije, (i kasnije modele) u suštini zadržao je svoj izvorni Telecasterov oblik. Ove izmjene u dizajnu prepisuju se modernizaciji pri instaliranju modernijih strojeva u to vrijeme.
Model proizveden 2004. godine od svog izvornika iz '70-ih (poluakustični stil) razlikuje po dizajnu punog tijela.
Od 2005. godine pogon Fender Custom Shop (Corona, Kalifornija), proizvodi limitiranu verziju modela Fender FSR '72 Telecaster Deluxe.
Modelu Deluxe prepoznatljiva je značajka dva Seth Lover dvostruka elektromagneta na osnovnoj bazi cunife, (legura Cu bakra, Ni nikla i Fe željeza, uz dodatak kobalta). Ovaj model elektromagneta odlikuje visoki keoficijent termalne ekspanzije (slično kao pri rastezanju pojedinih vrsta stakla), i visoka otpornost na koroziju. Ovakav dizajn elektromagneta ima i do 6.800 namotaja zavoja žice, što će polučiti svjetlije, i jasnije zvukove. Sličan, takav zvuk, proizvodi jednostruki elektromagnet.
Godine, 2004. Fenderov zaposlenik Bill Turner u nedostatku "cunife" modela, redizajnirao je novi model elektromagneta kako bi se postigao sličan zvuk. Izgledom je to bio obični dvostruki Wide Range elektromagnet, gotovo identičan izvornom modelu iz '70-ih, ali sasvim drugačiji po tehnologiji proizvodnje. Sami zvuk Deluxe modela s ovim elektromagnetom bio je potpuno drugačiji od zvuka izvornog modela, te je stoga dogovoreno da se na modelima reizdanja poradi na poboljšanju zvuka (isti u reizdanjima modela Custom i Thinline Telecaster).
Unatoč tomu što se u prvih nekoliko godina most s vibratom (kao u Stratocaster modela) mogao naručiti s modelom gitare, većina proizvedenih Deluxe modela ipak ima ugrađen fiksni most. Kako to nije "standardna" ponuda, modeli s ugrađenim vibrato sistemom su rijetkost.
Od 2009. godine Fender je pokrenuo proizvodnju modela s tremolom, kao dio Classic Player serije. S novom varijantom dostupan je i model gitare s ugrađenim Black Dove P90 jednostrukim elektromagnetom.
Kapice kontrolnih potova glasnoće i tona koji su korišteni u ranijim Deluxe modelima slični su potovima kakvi su ugrađivanji u "Blackface i Silverface" modele Fender pojačala. U kasnim '70-im godinama promijenjena im je boja, te su dizajnirane u identičnom obliku, i u crnoj boji, kakve se koriste na modelima Stratocaster.
U 2010. godini Fender je pokrenuo ograničenu proizvodnju '72 Deluxe Telecastera s težnjom ka izgledu, i ugrađenoj opremi pripadajućoj toj dobi. Modeli su bili dostupni u crnoj, i olympic white završnici. 

## Slični modeli
Model Telecaster Deluxe sličan je modelu Custom iz '70-ih godina. Osnovne razlike između modela je dizajnu vrata gitare (Deluxe ima klasični "tele" stil), glavi vrata, mostu i kosom jednostrukom elektromagnetu (kao u klasičnom modelu) bliže mostu gitare. Model Custom bio je dostupan s hvataljkom vrata od palisandera, dok je model Deluxe dostupan samo s hvataljkom od javora.
Model Thinline također ima ugrađenu konfiguraciju od dva dvostruka Wide Range modela elektromagneta, ali u većini drugih aspekata potpuno je drugačiji od modela Deluxe.
Elektronika u modelu Deluxe osim modela elektromagneta, s trodijelnim prekidačem za odabir uporabne sheme elektromagneta u gornjoj zoni tijela, kontrolnim potovima za glasnoću i ton za svaki elektromagnet podsjeća na model Gibson Les Paul. Vrlo mali broj modela Deluxe (manje od 50. komada) proizvedeno je sa Stratocasterovim modelom mosta s vibrato sistemom.
U 2009. godini Fender je kombinirajući najbolje osobine modela Thinline i Deluxe, predstavio u objedinjenom modelu Telecaster Thinline Deluxe[neaktivna poveznica].
Ovaj model pripada Classic Player seriji poluakustičnih gitara (tijelo od jasena), s osnovnim značajkama: vrat gitare za tijelo je pričvršćen s četiri vijka, radijus hvataljke vrata iznosi 241,3 mm, i u vratu je model "bullet" vratna šipka. Most gitare je bez vibrato sistema.
Također, u ponovnom reizdanju na model s vibrato sistemom 2009. godine Fender je predstavio potpuno novi Telecaster Deluxe Black Dove model.
Ovom modelu gitare tijelo je izgrađeno od johe, a za razliku od uobičajene prakse primjene Fender Wide Range konfiguracije elektromagneta, ima dva Black Dove P90 dvostruka elektromagneta.
Model je bio dostupan u crnoj, i crimson red transparent boji.
Na neki način ovaj model može se smatrati kao Fenderova verzija Squier Telecaster Custom II modela, koji je bio predstavljen 2003. godine. I on je također imao ugrađenu P90 konfiguraciju elektromagneta, i vrat od javora, ali Squierova verzija za razliku od Fenderove ima tijelo od agathisa i ugrađene Duncan Designed modele elektromagneta.
Black Dove P90 modeli elektromagneta kratkotrajno su ugrađivani u Fender Toronado, i Fender Stratosonic modele.

## Vanjske poveznice
- "Classic Series '72 Telecaster Deluxe - opisni sadržaj reizdanja Deluxe modela na Fenderovoj službenoj internet stranici".[neaktivna poveznica]